# 無線操縦戦車
無線操縦戦車もしくは無線誘導戦車とは、無線操縦（無線誘導）によって遠隔操作する戦車である。
第二次世界大戦前から各国で開発が進められてきた。近年、各国で開発が進められつつある。

## 日本
- 長山号[1][2]

## ドイツ
- フンクレンクパンツァー(Funklenk panzer)[3][4]
- ゴリアテ（有線式）
- ボルクヴァルトIV
- シュプリンガー (兵器)

## イタリア
- L3 無線誘導戦車

## ソビエト
- テレタンク